# Zahořany (Kovářov)
Zahořany (německy Sahorschan) jsou malá vesnice, část obce Kovářov v okrese Písek v Jihočeském kraji. Leží pět kilometrů severně od Kovářova a patnáct kilometrů severně od Milevska.

## Historie
Bývalé středověké městečko ležící na úpatí Koňského vrchu bylo poprvé připomínáno v roce 1323 v listině Jana Lucemburského a patřilo Zvíkovu.
V roce 1575 koupil městečko společně se Zvíkovem Kryštof ze Švamberka. Od roku 1608 připadly Zahořany orlickému panství. Za třicetileté války bylo městečko téměř úplně zničeno. V letech 1771–1772 velký hladomor a epidemie moru způsobily úpadek. Vojenské přesuny a válečné útrapy měly za následek že kromě 26 domů bylo město zcela vypáleno. Koncem 18. století a na počátku 19. století vznikala na troskách bývalého městečka nová vesnice.
Sbor dobrovolných hasičů byl založen roku 1891, obecní knihovna roku 1921.
V roce 1930 bylo evidováno 60 domů a 294 obyvatel. Škola a fara byla v Lašovicích, lékař v Kovářově, pošta a četnictvo v Klučenicích.

## Obyvatelstvo
| Rok            | 1869 | 1880 | 1890 | 1900 | 1910 | 1921 | 1930 | 1950 | 1961 | 1970 | 1980 | 1991 | 2001 | 2011 | 2021 |
| -------------- | ---- | ---- | ---- | ---- | ---- | ---- | ---- | ---- | ---- | ---- | ---- | ---- | ---- | ---- | ---- |
| Počet obyvatel | 438  | 381  | 370  | 389  | 351  | 313  | 294  | 210  | 235  | 219  | 195  | 153  | 151  | 145  | 141  |
| Počet domů     | 45   | 52   | 57   | 56   | 61   | 62   | 60   | 66   | 54   | 57   | 50   | 67   | 91   | 94   | 102  |

## Obecní správa
Při sčítání lidu v letech 1850–1984 Zahořany byly samostatnou obcí, se kterým patřily nejprve do okresu Milevsko, ale od roku 1960 v okrese Písek. Od 1. ledna 1985 jsou částí obce Kovářov v okrese Písek. V letech 1850–1984 k obci patřily Lašovice a Žebrákov a v letech 1961–1984 také Chrást, Onen Svět a Předbořice.

## Pamětihodnosti
- Na návsi stojí od roku 1837 kaplička zasvěcená Panně Marii. Původně zde stávala dřevěná zvonička. Kaple byla opravena roku 1887 na náklady obce. K další opravě kaple došlo v roce 1950 a v poté 1999. V roce 1902 byl do kaple pořízený zvon, který byl později za druhé světové války zrekvírovaný. Byl provizorně nahrazený odbíjecím zvonkem z hodin, které byly umístěné na Orlickém zámku a které zapůjčil místnímu starostovi kníže Schwarzenberg. Tento hodinový strojek byl používán až do roku 1950, kdy byl zavěšen nový zvon.[8]
- Ve vsi je několik ukázek lidové architektury ze 17. a 18. století.
- Mezi kulturní zajímavosti patří sloupová boží muka (obětem moru a třicetileté války) vlevo od silnice do Lašovic na hřbetu zvaném Babiny. Boží muka jsou vysoká pět metrů, v průměru měří dva metry, jsou lehce nachýlená. V horní části jsou ze všech stran výklenky pro sošky. Původně na nich prý býval letopočet 1626 a prosebné a děkovné nápisy. Tyto nápisy byly obnoveny roku 1925, ale kvůli povětrnostním vlivům nejsou znatelné. Tento objekt je jednou z nejstarších staveb v regionu. Byl opraven roku 1994, posléze roku 2007.[9] Tato boží muka byla postavena zahořanským starostou Melicharem okolo roku 1840 jako projev poděkování za ukončení moru a k uctění památky padlých v třicetileté válce.[3] Boží muka jsou vedena v Seznamu kulturních památek v okrese Písek.
- Boží muka zvaná na Doubravce jsou poblíž předchozích. Na podstavci je datace 1891. Jako poděkování za narození syna je nechala v tomto roce vztyčit rodina Bláhova z obce. V roce 1999 byly opraveny. Lípa, která roste vedle, byla vysazena ve stejném roce.[10]
- Kamenný kříž na nedalekém Koňském vrchu je z roku 1901. Nechal jej postavit jako projev díků četník z Kostelce nad Vltavou. Jeho kolega při pronásledování pytláků zahynul. Kříž se zbortil roku 1952 a dva roky poté byl znovu opravený a vztyčený.[11] Podle pověstí se tady na Koňském vrchu odbývaly koňské trhy. Okolo roku 1770 za období hladomoru a morové nákazy byl zde zřízen morový hřbitov, protože lašovický hřbitov kapacitně nepostačoval.[3]
- Kamenný Hrochův kříž z roku 1891 se nachází na křižovatce silnic z Kovářovova do Lašovic a do Zahořan.[12]
- Dřevěný Pintův kříž je vysoký zhruba čtyři metry a je umístěný na soukromém pozemku v zahradě na Pelechách od roku 1889.[13]
- Venkovská usedlost čp. 26 je vedená v Seznamu kulturních památek v okrese Písek.

## Významní rodáci
- profesor Čeněk Holas (1855–1939), sběratel lidových písní a tanců.[14]

## Galerie

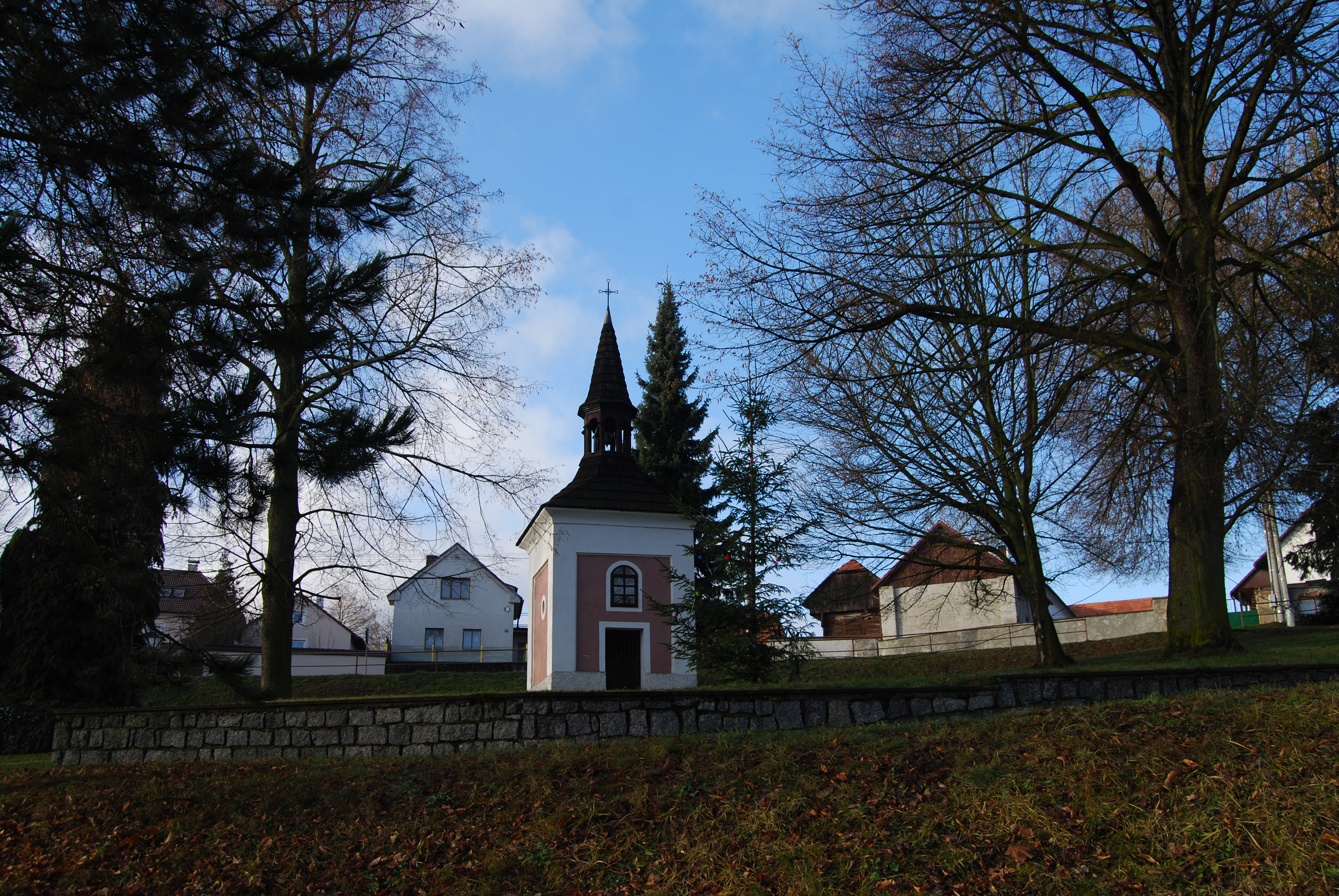
Návesní kaple
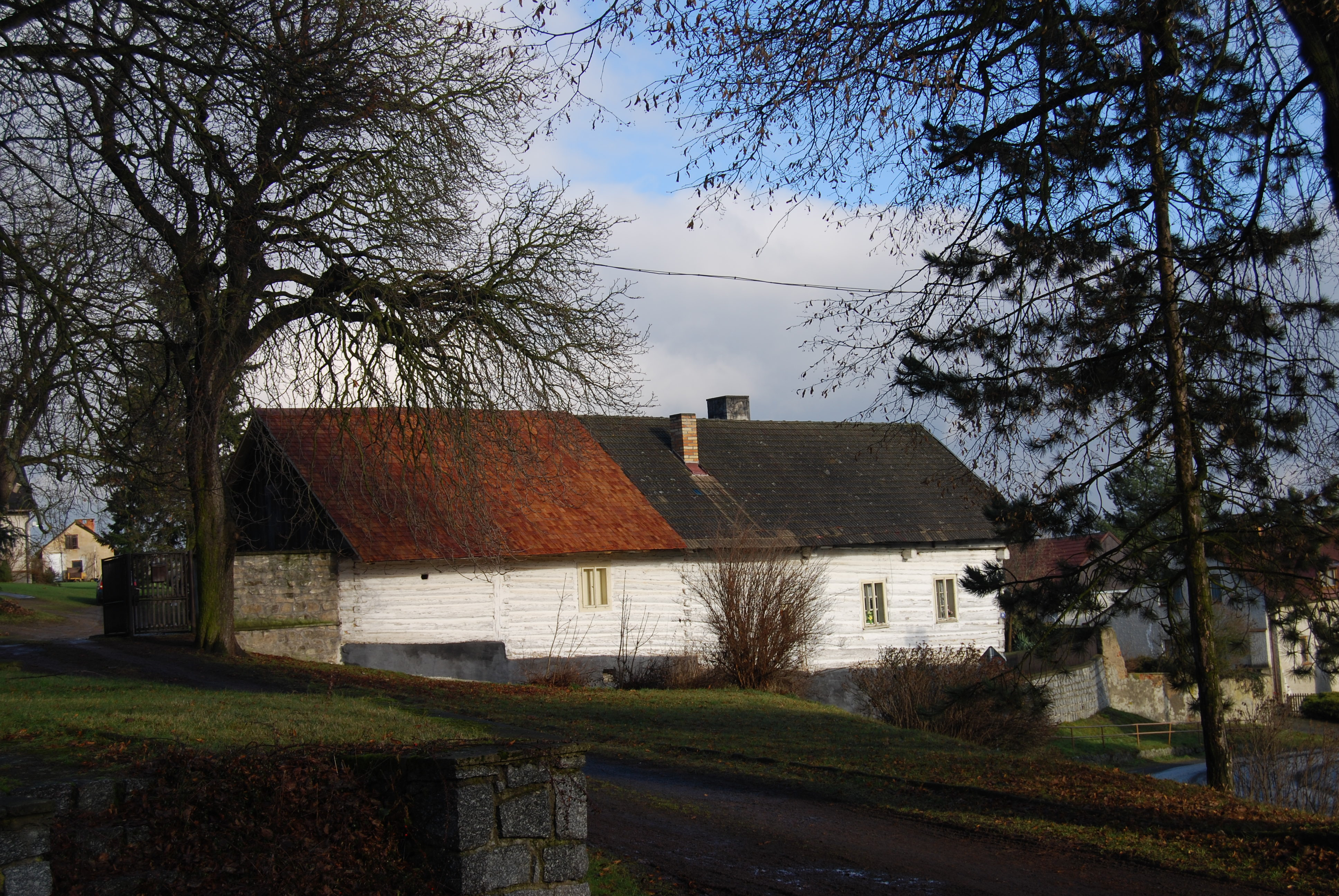
Usedlost čp. 26
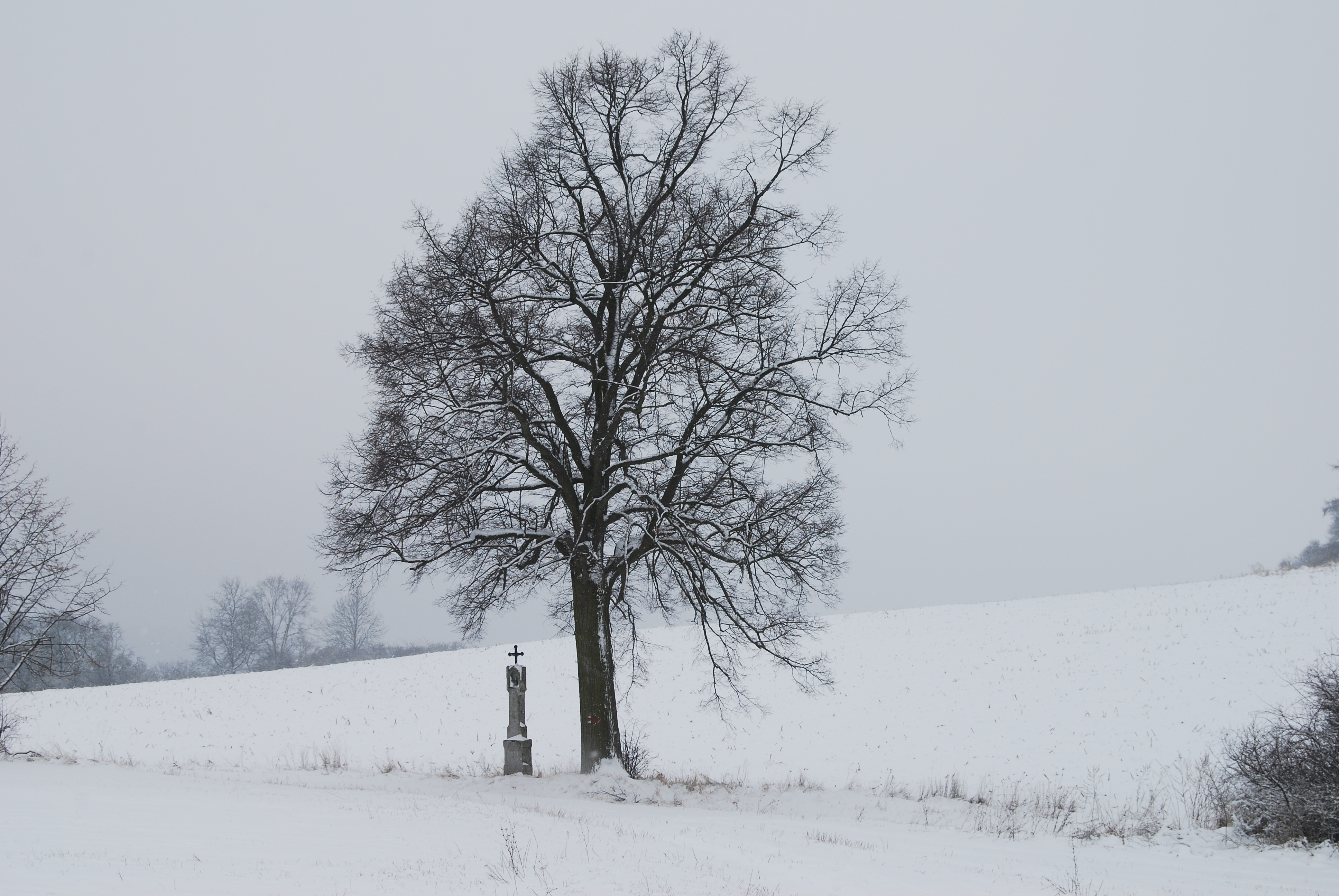
Boží muka na Doubravce
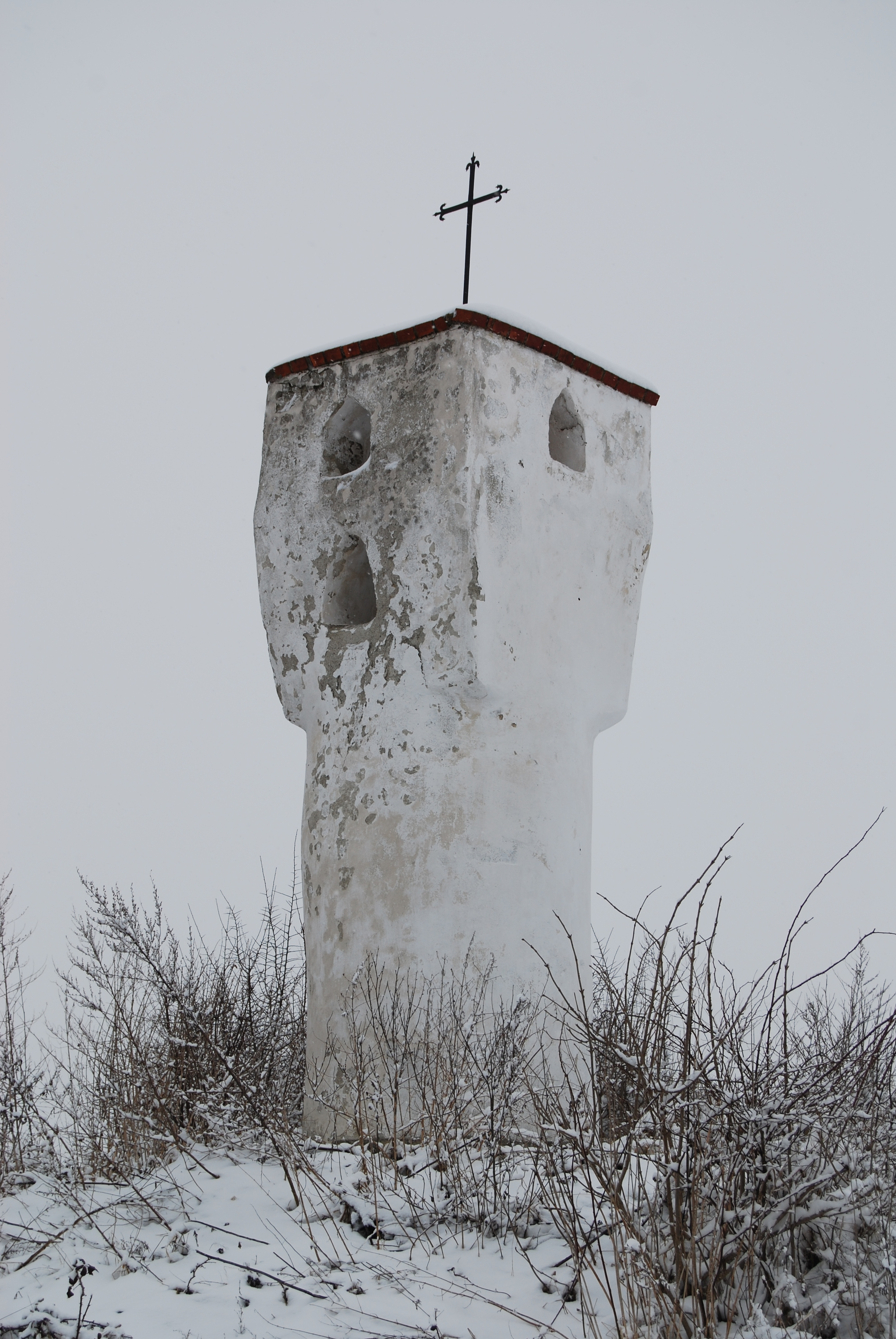
Boží muka na Babínech
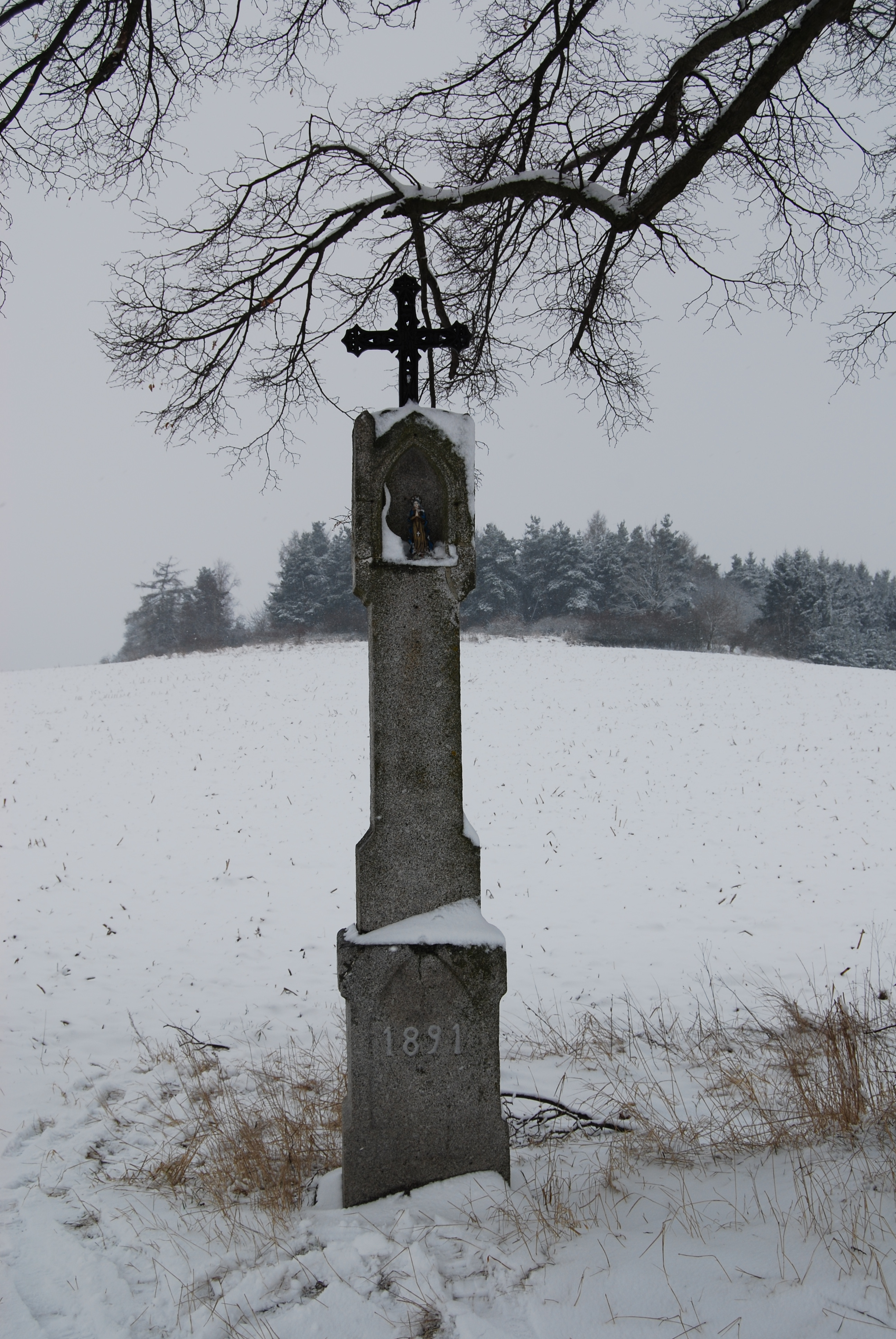
Boží muka na Doubravce